# ジョージ・ポルク賞
ジョージ・ポルク賞（ジョージ・ポルクしょう）とは、アメリカ合衆国ニューヨーク州ニューヨークのロング・アイランド大学によって毎年贈呈される報道賞である。
この報道賞はギリシャ内戦の取材中に殺害されたCBS特派員のジョージ・ポルクを記念して、1949年に創設された。
キュレーターは元ニューヨーク・タイムズ編集者のジョン・ダルントンであり、PBSのダン・ギルモアは「有意義な2つの報道賞のうち1つ」と評している。

## 部門
ジョージ・ポルク賞は新聞や雑誌、テレビやラジオ、インターネットニュースから選ばれる。ジョージ・ポルク賞の審査部門は毎年少しずつ変わるが、従来は印刷メディアと放送メディアの海外報道・全国報道・地方報道、ビジネス報道・環境報道、写真報道、インターネット報道、ドキュメンタリーフィルム、書籍の調査報道などが選ばれてきた。2008年には連邦地方検事のスキャンダルを報じたジョシュ・マーシャルのブログ「トーキング・ポイント・メモ」がジョージ・ポルク賞を受賞した。
2013年度は13部門が審査対象になり、キュレーターのジョン・ダルントンやコーディネーターのラルフ・エンゲルマンの他に、全国から集められた39人の審査顧問団が審査を行った。候補者は応募や審査顧問団の推薦の中から選ばれ、意義深いニュースストーリーを選ぶ洞察力や報道における勇気や困難に立ち向かう力、ストーリを扱う腕前、報道の衝撃度などが評価された。受賞者の発表は2014年2月16日に行われ、授賞式は4月に行われた。ジョージ・ポルク賞では昼の授賞式に先立ち夜のセミナーを行うのが通例であり、2013年度は4月10日にブルックリンのロング・アイランド大学のカンブル・シアターで、4人の受賞者が「アメリカを覆う不平等と報道」について討論を行った。授賞式のランチョンは4月11日正午からマンハッタンのルーズベルトホテルで行われ、AP通信の特派員キンバリー・ドージアが発表した。
- 海外報道
- ラジオ報道
- 写真報道
- 経済報道
- ビジネス報道
- 労働報道
- 司法報道
- 全国報道
- インターネット報道
- 雑誌報道
- 州報道
- 教育報道
- 地方報道
- テレビ報道

この他に報道者の生涯の業績を表彰するジョージ・ポルク・キャリア賞がある。

## 受賞者
| 部門                 | 受賞者 | 所属                                   | 内容 |
| -------------------- | --- | -------------------------------------- | --- |
| 海外報道             | Margie Mason、Robin McDowell、Martha Mendoza、Esther Htusan                                                         | AP通信                                 | 監禁され強制労働に従事させられた2000人以上の東南アジア水産労働者達。                                                                                   |
|                      | Ian Urbina | ニューヨーク・タイムズ                 | 不法投棄・違法漁業・盗難殺人が横行する世界の漁船。 |
| 全国報道             | スタッフ | ワシントン・ポスト                     | 警官によって殺害された990人の市民達。 |
| 地方報道             | Jamie Kalven | Slate Magazine                         | 警官が17歳の少年に16発も銃弾を撃ち込んで死亡させたLaquan McDonald 君射殺事件。                                                                         |
| 地域報道             | Terrence McCoy | ワシントン・ポスト                     | 被害者から金銭補償の権利を不当な値段で買い叩く金融業界。                                                                                               |
| 金融報道             | John Carreyrou | ウォール・ストリート・ジャーナル       | 画期的と喧伝されたセラノ社の血液検査法の正確性に対する疑惑。                                                                                           |
| 教育報道             | Cara Fitzpatrick、Lisa Gartner、Michael LaForgia                                                                    | タンパベイ・タイムズ                   | フロリダ州ピネラス郡の黒人公立学校の教育品質が学校群再編後一年半で大幅に低下した問題。                                                                 |
| 司法報道             | Ken Armstrong、T. Christian Miller                                                                                  | マーシャル・プロジェクト、プロパブリカ | 警察の管轄を越えた連続強姦魔を発見。 |
| 法律報道             | Jessica Silver-Greenberg、Michael Corkery、Robert Gebeloff                                                          | ニューヨーク・タイムズ                 | 仲裁条項を悪用し、消費者や従業員が集団訴訟に参加できないようにする悪徳企業。                                                                           |
| 軍事報道             | Nicholas Kulish、Christopher Drew、Mark Mazzetti、Matthew Rosenberg、Serge F. Kovaleski、Sean D. Naylor、John Ismay | ニューヨーク・タイムズ                 | Navy SEALsのチーム6（海軍特殊戦開発グループDEVGRU）が世界中で人狩りを行い、容疑者を撲殺している実態を暴露。                                            |
| 医療報道             | Jason Cherkis | ハフィントン・ポスト                   | 治療センターが依存症治療法として有名な12ステップ・プログラムを墨守するあまり、ヘロイン中毒の患者たちが治療薬を使用できずに麻薬中毒で死亡している問題。 |
| 雑誌報道             | Noreen Malone、Jen Kirby、Amanda Demme（写真）                                                                      | New York                               | ビル・コスビーの性的暴行を訴えた35人の女性達を美しく撮影した写真付き記事。                                                                             |
| 写真賞               | Andrew Quilty | Foreign Policy Magazine                | 爆撃され廃墟と化した病院の手術台に放置されたBAYNAZARさんの死体と悲しみに暮れる家族（クンドゥーズ病院爆撃事件）。                                       |
| ラジオ報道           | Nikole Hannah-Jones                                                                                                 | This American Life                     | マイケル・ブラウン射殺事件で殺害されたブラウン君の高校を調査し、人種的な統合の必要性を語った。                                                         |
| テレビ報道           | Jim Axelrod、Emily Rand                                                                                             | CBSニュース                            | 非合法の痛み止めを密売したり、処方箋なしで買う事が出来るビタミン剤を販売して、代金を公的医療保険制度に請求して不法利得を得ている問題                   |
| ドキュメンタリー映画 | Matthew Heineman、Tom Yellin                                                                                        |                                        | メキシコの麻薬カルテルと戦う自警団の暴走を描いた映画「カルテル・ランド」                                                                               |
| キャリア賞           | シミオン・ブッカー                                                                                                  | Jet                                    | 1950年代のエメット・ティル殺人事件や1960年代のフリーダム・ライダーズ（公共交通機関の人種差別撤廃運動）やワシントン大行進など人種差別問題を報道。       |

| 部門         | 受賞者                                                                                                | 所属                                              | 内容 |
| ------------ | --- | ------------------------------------------------- | --- |
| 国際報道     | Rukmini Callimachi                                                                                    | ニューヨーク・タイムズ                            | 欧州各国が過激派組織ISILに対して秘密裏に身代金を支払って、結果的に資金源になっていた問題。 |
| 海外報道     | Rania Abouzeid                                                                                        | ポリティコ                                        | イスラーム過激派がシリア騒乱を利用して力や支援を得て、アルカーイダの危険な分派を形成した問題。 |
| 健康報道     | Adam Nossiter、ノリミツ・オオニシ、Ben Solomon, Dr. Sheri Fink、Helene Cooper、ダニエル・ベレフラック | ニューヨーク・タイムズ                            | 西アフリカのエボラ出血熱の蔓延を危険を顧みずにいち早く報道。 |
| 全国報道     | Carol Leonnig                                                                                         | ワシントン・ポスト                                | ホワイトハウスの柵をよじ登った侵入者がホワイトハウスの主要階にまで到達していたことを暴き、アメリカ合衆国シークレットサービスの失態を告発。                                                                                      |
| 地方報道     | Tim Novak、Chris Fusco、キャロル・マリン                                                              | シカゴ・サンタイムズ                              | 前シカゴ市長や郡検事の親族が関係する殺人に対する警察や検事の隠蔽工作を暴露し、犯人の有罪答弁を導く。 |
| ビジネス報道 | 世界各国の120人の記者                                                                                 | 調査ジャーナリスト国際連合                        | 大企業や富裕層がルクセンブルクのオフショア銀行の秘密口座を使って租税回避を行っていることを暴いた。 |
| 環境報道     | スタッフ                                                                                              | シアトル・タイムズ                                | 43人が死亡したワシントン州オソの地すべり事故は、州の監督官が地質学者の警告を無視した為に起きたと告発。 |
| 司法報道     | Julie K. Brown                                                                                        | The Miami Herald                                  | フロリダ州のデード刑務所における受刑者の虐待死事件。 |
| 同上         | Michael Schwirtz、マイケル・ワイナリップ                                                              | ニューヨーク・タイムズ                            | ライカーズ島にあるニューヨーク市の刑務所の看守が1年間に129人の受刑者を暴行して重傷を負わせた問題。 |
| 雑誌報道     | James Verini                                                                                          | ナショナルジオグラフィック オンライン版           | 国際連合はコンゴ民主共和国に対する介入に失敗している上に、反乱軍の3月23日運動と戦争をするつもりであることを暴露した。 |
| 軍事報道     | Dennis Wagner                                                                                         | アリゾナ・リパブリック                            | フェニックス復員軍人援護局の医療制度において着服や放置により40人以上の患者が死亡した問題。 |
| 州報道       | Doug Pardue、Glenn Smith、Jennifer Berry Hawes、Natalie Caula Hauff                                   | The Post and Courier                              | 過去10年間に300人の女性が家庭内暴力により死亡していることや、サウスカロライナには女性に対する暴力的な文化があり、男対女の殺人率が全国最悪であるにもかかわらず、家庭内暴力よりも動物虐待の方が重視されていることなどを告発した。 |
| テレビ報道   | ジョン・カルロス・フレイ、Marisa Venegas、ソリー・グラナットスタイン                                  | テレムンド Weather Channel The Investigative Fund | テキサス州のブルックス郡にある過酷な砂漠地帯でメキシコからの移民が行き倒れ、過去5年間で400人以上の死体が発見されているにもかかわらず、国境から100キロ以上離れている為に国境警備隊の救助の手が行き届かないことを告発した。       |
| 論評報道     | Ta-Nehisi Coates                                                                                      | The Atlantic（2014年6月号）                       | 歴史的に生じた黒人と白人の貧富の差や機会の不平等の是正に対する白人の無理解。 |
| キャリア賞   | ギャリー・トゥルードー                                                                                |                                                   | 批評的な漫画「ドゥーンズベリー」の作者。 |

| 部門             | 受賞者                                                                  | 所属                                         | 内容 |
| ---------------- | ----------------------------------------------------------------------- | -------------------------------------------- | --- |
| 国家安全保障報道 | グレン・グリーンウォルド、イーウェン・マカスキル、ラウラ・ポイトラス    | ガーディアン                                 | エドワード・スノーデンが公開した文書に基づく調査報道                                                                   |
| 国家安全保障報道 | バートン・ゲルマン                                                      | ワシントン・ポスト                           | 同上 |
| 海外報道         | Jim Yardley                                                             | ニューヨーク・タイムズ                       | ラナ・プラザ崩落事故                                                                                                   |
| 全国報道         | Eli Saslow                                                              | ワシントン・ポスト                           | アメリカのフードスタンプが過去10年間で3倍に                                                                            |
| 州報道           | Shawn Boburg                                                            | The Record                                   | ジョージ・ワシントン・ブリッジの車線閉鎖による大渋滞問題                                                               |
| 地方報道         | Andrea Elliott                                                          | ニューヨーク・タイムズ                       | ニューヨークに居るホームレス児童が2万2000人に達する問題                                                                |
| 政治報道         | Rosalind Helderman、Laura Vozzella、Carol Leonnig                       | ワシントン・ポスト                           | バージニア州知事ボブ・マクドネルと裕福な起業家の関係                                                                   |
| 医療報道         | Meg Kissinger                                                           | Milwaukee Journal Sentinel                   | ミルウォーキー郡の精神医療の問題                                                                                       |
| 医療報道         | Cynthia Hubert、Phillip Reese                                           | The Sacramento Bee                           | ラスベガスの精神病院がホームレスなどをロサンジェルスに送り出していた問題                                               |
| 司法報道         | Frances Robles、Sharon Otterman、Michael Powell、N. R. Kleinfield       | ニューヨーク・タイムズ                       | ブルックリン区の殺人捜査課が偽の証言をさせて数十人を有罪にした問題                                                     |
| スポーツ報道     | Tim Elfrink                                                             | マイアミ・ニュー・タイムズ                   | バイオジェネシス・スキャンダル                                                                                         |
| ビジネス報道     | Alison Fitzgerald、Daniel Wagner、Lauren Kyger、John Dunbar             | センター・フォー・パブリック・インテグリティ | 規制当局や検察が2008年の経済危機の責任者の追及に失敗                                                                   |
| 雑誌報道         | マシュー･エイキンス                                                     | ローリング・ストーンに掲載                   | アフガニスタンの特殊部隊基地周辺に埋められていた行方不明の村人の死体                                                   |
| テレビ報道       | Michael Kirk、Jim Gilmore、Mike Wiser、Steve Fainaru、Mark Fainaru-Wada | PBSで放映                                    | NFLが選手の頭部外傷と脳疾患の関係性を長年隠していた問題                                                                |
| 地方テレビ報道   | Noah Pransky                                                            | WTSP（フロリダ州タンパ）                     | 州や地方警察が交差点のモーションカメラを使って信号が黄色から赤に変わる時間を減らして、数百万ドルの罰金を巻き上げた問題 |
| キャリア賞       | ピート・ハミル                                                          |                                              | 1960年のニューヨーク・ポストを皮切りに多数の媒体で執筆                                                                 |